# 데나드 스판
케이우타 데나드 스판(Keiunta Denard Span, 1984년 2월 27일 ~)는 전  미국 프로 야구  선수이다.